# Joseph Greenberg
Joseph Harold Greenberg (28. květen 1915, Brooklyn – 7. květen 2001, Stanford) byl americký antropolog a lingvista, specialista na africké jazyky. Navrhl jednotnou klasifikaci 1500 afrických jazyků do 4 skupin a publikoval knihy o jazykových univerzáliích. Dle amerického lingvisty Paula Newmana z Indiana University byl vedle Noama Chomského (MIT) nejdůležitější americký lingvista druhé poloviny 20. století, co se kvality a kvantity práce týče.

## Život
Narodil se v rodině lékárníka z Polska, matčina rodina mluvila německy a Greenberg vzpomínal, že otcovi příbuzní mluvili jidiš. Zprvu se chtěl věnovat hudbě (byl nadějný klavírista), pak se rozhodl pro antropologii. Studoval u Franze Boase na Columbia University (bakalářský titul roku 1936), Ph.D. v oboru antropologie získal roku 1940 na Northwestern University v Evanstonu, Illinois, kde ho vedl Melville Herskovits. V letech 1940–1945 sloužil v americké armádě jako překladatel. Po válce učil na univerzitě v Minnesotě (1946–1948) a na Columbia University (1948–1962). Zde spolupracoval mj. s Romanem Jacobsonem, který ho uvedl do studií Pražského lingvistického kroužku, jehož učení ho velmi ovlivnilo. Nakonec se stal profesorem antropologie na Stanfordově univerzitě (1962–1985).
Roku 1955 publikoval studii o lingvistickém třídění afrických jazyků (rozšířené a revidované vydání 1963), která dodnes vyvolává velké diskuse. Někteří lingvisté ji považují za originální a průlomovou studii, jiní soudí, že je to pouze modifikace staršího klasifikačního systému Diedricha Westermanna.
Původně Greenberg navrhl 16 rodin afrických jazyků; v revidovaném vydání však hovoří již pouze o čtyřech: Nigero-konžské, afro-asiatické, nilo-saharské a koisanské, které se dále dělí. Vyvinul srovnávací metodu, která využívá podobností ve slovnících jednotlivých jazyků, které mají ukázat genetický vztah těchto jazyků. Metoda je sice často kritizována, ale řada odborníků ji přijímá.
Méně kontroverzní jsou jeho studie o jazykových univerzáliích. První vydal v roce 1966 pod názvem Some Universals of Grammar with Particular Reference to the Order of Meaningful Elements. Na základě údajů z asi 30 jazyků definoval 45 univerzálií, které spojují všechny známé jazyky, a roku 1978 vydal čtyřsvazkovou práci Universals of Human Language.